# Чернуски, Энрико
Энрико (Анри) Чернуски (итал. Enrico Cernuschi , фр. Henri Cernuschi; 19 февраля 1821, Милан — 11 мая 1896, Ментона, Франция) — итало-французский экономист, банкир

, предприниматель, политик, коллекционер произведений искусства.

## Биография
Французского происхождения. Родился в богатой семье, окончил университет в Павии в 1842 году, четыре года спустя получил квалификацию юриста, но никогда не практиковал. Во время учёбы соприкоснулся с революционным движением в Италии.
В 1848—1849 годах, как гарибальдиец, принимал участие в Рисорджименто, в восстаниях в Милане (1848) и Риме (1849). После провала революционных событий в 1850 году был арестован, почти год находился в тюрьме Чивитавеккья, но смог сбежать в Париж, натурализовался и приобрёл большое состояние благодаря торговле и банковскому делу.
Был одним из основателей и директоров Парижского банка (Banque de Paris), позже ставшего BNP Paribas.
В 1870 году после того, как Э. Чернуски потратил крупную сумму на финансирование комитета, который должен был бороться с плебисцитами Наполеона III, ему снова пришлось бежать. После создания Третьей Французской республики смог вернуться. Однако вскоре покинул Париж и отправился в длительное путешествие на Дальний Восток.
Совершил путешествие по Египту, Китаю, Японии, Яве, Цейлону и Индии с искусствоведом и журналистом Теодором Дюре. Из этой поездки в 1873 году Чернуски привез во Францию многочисленные предметы искусства, которые позже подарил городу Парижу. Эта коллекция азиатского искусства сейчас выставлена в Музее Чернуски.
Как банкир Чернуски наиболее известен своими публикациями по финансовым вопросам.
Ему принадлежит ряд известных работ в области денежного обращения и банкового дела:
- «Mécanique de l’échange» (Париж, 1865);
- «Contre le billet de banque» (П., 1866);
- «Or et argent» (П., 1874);
- «La monnaie bimétallique» (П., 1876);
- «Nomisma or legal Tender» (Нью-Йорк, 1877);
- «Le projets monétaires de M. Say» (П., 1878);
- «Le bimétallisme à quinze et demi nécessaire pour le Continent, pour les Etats-Unis, pour l’Angleterre» (П., 1881);
- «Le grand procès de l’union latine» (П., 1884);
- «Les grandes puissances métalliques» (П., 1885);
- «Les Assignats métalliques» (1885);
- «Anatomie de la monnaie» (П., 1886);
- «Le pair bimétallique» (1888).

Во всех этих трудах Э. Чернуски является ревностным сторонником международного биметаллизма.
Похоронен на кладбище Пер-Лашез в Париже.